# Pseudophegopteris hirtirachis
Pseudophegopteris hirtirachis är en kärrbräkenväxtart som först beskrevs av Carl Frederik Albert Christensen, och fick sitt nu gällande namn av Holtt. Pseudophegopteris hirtirachis ingår i släktet Pseudophegopteris och familjen Thelypteridaceae. Inga underarter finns listade.